# Rehab El Sadek
Rehab El Sadek (Matrouh, 1972) è un'artista egiziana.
Vive e lavora ad Alessandria d'Egitto.

## Biografia
Nel 1994 si laurea presso l'Università di Belle Arti di Alessandria d'Egitto. Nel 1998 Rehab si aggiudica una borsa di studio dell'UNESCO per una residenza presso il Gasworks Studios di Londra; e nel 2000 viene selezionata per la residenza d'artista Kuona Trust international in Kenya. (EN) 

## Tematiche
Rehab El Sadek è nata a Matrouh, una piccola città nel deserto vicino al Mar Mediterraneo. Quest'isolamento geografico rispetto alla comunità artistica de Il Cairo, le ha dato la possibilità di lavorare in modo indipendente su concetti che interessano direttamente questioni sociali incontrate nella sua vita quotidiana.
Le sue opere video e installazioni affrontano i temi di genere, identità e di valori in una società legata alla tradizione e alla storia.
El Sadek afferma: "La complessa composizione della società egiziana, religiosa, storica e politica, ha creato i confini per l'espressione artistica e la critica per l'artista contemporaneo. Per un'artista donna sono più acute tali limitazioni all'interno delle tradizionali, conservatrici aspettative del ruolo femminile. Per alcuni anni mi sono occupata dell'indagine sulle culture e sul perché la gente è indifferente riguardo alla propria storia cercando di appartenere ad altre culture."  (EN) 

## Continued Existence
Continued Existence è un'opera in rete di Rehab El Sadek del 2009. Questo lavoro fa parte di Rashid & Rosetta: un progetto di web art curato da Isabelle Bernier e Salah D. Hassan, presentato in collaborazione con Studio XX e Oboro. Lo spazio espositivo di questo progetto è appunto un sito Internet, dove sono raccolte opere d'arte realizzate appositamente sul tema della Stele di Rosetta.
Oltre a Rehab El Sadek, i cinque artisti coinvolti, provenienti da Egitto e Canada, sono Nazmy Hadil (Alessandria d'Egitto), Skawennati Fragnito (Montréal), Andrew Forster (Montréal), Heba Farid (Il Cairo) e Isabelle Bernier (Montréal). (EN) 
"Avere una particolare cultura, non significa automaticamente che essa sia estremamente diversa dalle altre culture. Ci sono sempre delle somiglianze e le somiglianze hanno maggior peso che le differenze. Quest'opera tratta dell'interazione di potere, del linguaggio e della vita quotidiana. "
Queste tematiche sono sia personali che universali, l'individuale si espande nel globale. Ma ai fini di questo progetto, il contesto è l'Egitto.
La Stele di Rosetta, risalente al 196 a.C., è un famoso manufatto archeologico egiziano che ha avuto un ruolo centrale nella decifrazione dei geroglifici. In particolare in esso rende omaggio all'autorità di Re Tolomeo V, il quale è rappresentato come sovrano generoso, impegnato nel benessere di tutti gli egiziani. Il testo della Stele di Rosetta è un decreto nel quale i sacerdoti lodano il Re per liberarli dal fardello di tasse pesanti e fornire sollievo al popolo d'Egitto. Ispirato alla Stele di Rosetta, Continued Existence cerca di mettere insieme i riferimenti all'interno del decreto e la vita quotidiana in una serie di immagini (disegni) di corpi e parti del corpo che sostituiscono parole, dichiarazioni e linguaggio. (EN) 

## Mostre

### Mostre personali
- 2004 Lumen Travo Gallery, With Simen Johan, Amsterdam
- 2004 Open Studio, Thami Mnyele Studio, Amsterdam
- 1998 “Pages from Old Time” Mashrabia Gallery, Il Cairo, Egitto
- 1998 Empty Shapes, Gasworks Studios, Londra, Gran Bretagna (EN) [4]

### Mostre collettive
- 2010 "Beyond the desert", Darb 1718,Il Cairo
- 2010 " African women" PANAF, Algiers
- 2009 “Rashid & Rosetta” internet project.curetted by Salah DHassan and Isabelle Bernier
- 2009 “rebelle” art and feminism 1969-2009'museum voor moderne kunst, arnhem
- 2004 L.A. Freewaves 9th Celebration of Experimental Media Arts, MOCA Geffen Contemporary, Los Angeles
- 2004 C.C.C.B., Barcellona, Spagna
- 2003 Photo Cairo, The Townhouse Gallery, Il Cairo, Egitto
- 2003 9th Wexford Artists1 Book Exhibition, Dublino, Irlanda
- 2003 Les Ve Rencontres De La Photographie Africaine, Bamako, Mali
- 2003 Open Studio, The Townhouse Gallery, Il Cairo, Egitto
- 2003 Wasla Workshop, Newebaa, Egitto
- 2002 “Drawings Straight from the Artists Studio”, AUC, Egitto
- 2002 “Imagining the Book”, International Contemporary Art Encounter, Bibliotheca Alexandrina Alessandria, Egitto
- 2002 Squared Circle, Beirut, Libano
- 2001 Cairo Modern Art in Holland, Circus Theater, Den Hague
- 2001 Al Nitaq Festival of Art, Il Cairo, Egitto
- 2001 22 Artists, Amin Gulgee Gallery, Karachi
- 2000 3rd International Artists Residencies, Museum Art Gallery, Nairobi, Kenya
- 1999 Biennale Dei Giovanni Artisti, Pavilion Jannis Kounellis, Roma, Italia
- 1999 Boursan Art Center, Istanbul, Turchia
- 1999 Sharjah Biennale, Emirati Arabi Uniti
- 1999 Moderne Kunst Aus Agypten, Galerie Xenois, Francoforte, Germania
- 1998 The Exhibition of Small Artworks, Arts Center, Il Cairo, Egitto
- 1995, 96, 97, 98 Salon of Young Artists, Akhnaton Galleries, Cairo, Egitto
- 1998 “T Shirt”, Mashrabia Art Gallery, Il Cairo, Egitto
- 1997 Contemporary Egyptian Art, Kunst Historican Museum, Vienna (EN) [4]